# Żardki
Żardki – wieś w Polsce położona w województwie łódzkim, w powiecie opoczyńskim, w gminie Drzewica.
W latach 1975–1998 miejscowość administracyjnie należała do województwa radomskiego.
Wierni kościoła rzymskokatolickiego należą do parafii św. Łukasza Ewangelisty w Drzewicy.